# Stefan Lainer
Stefan Lainer (Seekirchen am Wallersee, 1992. augusztus 27. –) osztrák válogatott labdarúgó, a Red Bull Salzburg játékosa. Apja, Leo Lainer (1960–) válogatott labdarúgó.

## Pályafutása

### Klubcsapatokban
1998-ban került az SV Seekirchen amatőr csapatához, majd 2006 nyarán a Red Bull Salzburg akadémiájára került.  2010. április 16-án mutatkozott be a Red Bull Juniors csapatában az Austria Lustenau elleni másodosztályú bajnoki mérkőzésen. A 2011–12-es szezont kölcsönbe töltötte a Grödig csapatánál. 2012 nyarán visszatért a Red Bull Salzburg farmcsapatába a Lieferinghez.
A 2014–15-ös szezont az élvonalban töltötte a Ried csapatánál. Egy szezont követően visszatért a Red Bull Salzburg csapatába. 2017. november 29-én 100. tétmérkőzésén lépett pályára az SV Mattersburg ellen 2–0-ra megnyert bajnoki találkozón.
2018. május 3-án pályára lépett a francia Olympique de Marseille ellen elvesztett Európa-liga elődöntőbe. 2019. június 19-én jelentették be, hogy a német Borussia Mönchengladbach csapatába szerződött öt évre. Augusztus 9-én mutatkozott be a kupában az SV Sandhausen ellen. Augusztus 17-én a bajnokságban is debütált a Schalke ellen. A következő fordulóban megszerezte első bajnoki gólját az 1. FSV Mainz 05 ellen.
2023. július 27-én nyilvánosságra hozták, hogy válogatott jobbhátvédnél nyirokcsomórákot diagnosztizáltak. A terápia több hónapig is eltarthat, emiatt Lainerre hosszú ideig nem számíthat a német csapat.
2025. június 8-án jelentették be, hogy visszatért a Red Bull Salzburg csapatához a FIFA-klubvilágbajnokság különleges átigazolási időszakában.

### A válogatottban
Többszörös korosztályos válogatott. 2017 márciusában kapott először meghívott Marcel Koller szövetségi kapitánytól. Március 28-án Finnország ellen debütált, a második félidőben Markus Suttner cseréjeként lépett pályára. 2019. november 16-án megszerezte első válogatott gólját Észak-Macedónia ellen 2–1-re megnyert 2020-as labdarúgó-Európa-bajnokság selejtező mérkőzésen. 2021. május 24-én bekerült a 2020-as labdarúgó-Európa-bajnokságra utazó 26 fős keretbe. Június 13-án a csoportmérkőzésen első találkozóján megszerezte második válogatott gólját Észak-Macedónia elleni 3–1-re megnyert mérkőzésen.

## Statisztika

### Klub
2021. május 22-én frissítve.
| Klub                     | Szezon   | Bajnokság          | Bajnokság | Bajnokság | Kupa  | Kupa  | Nemzetközi | Nemzetközi | Egyéb | Egyéb | Összesen | Összesen |
| Klub                     | Szezon   | Osztály            | Mérk.     | Gólok     | Mérk. | Gólok | Mérk.      | Gólok      | Mérk. | Gólok | Mérk.    | Gólok    |
| ------------------------ | -------- | ------------------ | --------- | --------- | ----- | ----- | ---------- | ---------- | ----- | ----- | -------- | -------- |
| Red Bull Juniors         | 2009–10  | Erste Liga         | 3         | 0         | –     | –     | –          | –          | –     | –     | 3        | 0        |
| Red Bull Juniors         | 2010–11  | Regionalliga West  | 25        | 2         | –     | –     | –          | –          | –     | –     | 25       | 2        |
| Red Bull Juniors         | Összesen | Összesen           | 28        | 2         | 0     | 0     | 0          | 0          | 0     | 0     | 28       | 2        |
| SV Grödig                | 2011–12  | Erste Liga         | 23        | 3         | 3     | 0     | –          | –          | –     | –     | 26       | 3        |
| SV Grödig                | Összesen | Összesen           | 23        | 3         | 3     | 0     | 0          | 0          | 0     | 0     | 26       | 3        |
| Liefering                | 2012–13  | Regionalliga West  | 28        | 2         | –     | –     | –          | –          | 2     | 0     | 30       | 2        |
| Liefering                | 2013–14  | Erste Liga         | 34        | 1         | –     | –     | –          | –          | –     | –     | 34       | 1        |
| Liefering                | Összesen | Összesen           | 62        | 3         | 0     | 0     | 0          | 0          | 2     | 0     | 64       | 3        |
| SV Ried                  | 2014–15  | Osztrák Bundesliga | 34        | 1         | 2     | 0     | –          | –          | –     | –     | 36       | 1        |
| SV Ried                  | Összesen | Összesen           | 34        | 1         | 2     | 0     | 0          | 0          | 0     | 0     | 36       | 1        |
| Red Bull Salzburg        | 2015–16  | Osztrák Bundesliga | 21        | 1         | 4     | 1     | 3          | 0          | –     | –     | 28       | 2        |
| Red Bull Salzburg        | 2016–17  | Osztrák Bundesliga | 31        | 6         | 5     | 2     | 9          | 0          | –     | –     | 45       | 8        |
| Red Bull Salzburg        | 2017–18  | Osztrák Bundesliga | 33        | 1         | 4     | 0     | 18         | 1          | –     | –     | 55       | 2        |
| Red Bull Salzburg        | 2018–19  | Osztrák Bundesliga | 25        | 1         | 4     | 0     | 14         | 0          | –     | –     | 43       | 1        |
| Red Bull Salzburg        | Összesen | Összesen           | 110       | 9         | 17    | 3     | 42         | 1          | 0     | 0     | 171      | 13       |
| Borussia Mönchengladbach | 2019–20  | Német Bundesliga   | 31        | 1         | 2     | 0     | 6          | 0          | 0     | 0     | 39       | 1        |
| Borussia Mönchengladbach | 2020–21  | Német Bundesliga   | 33        | 2         | 4     | 0     | 8          | 0          | 0     | 0     | 45       | 2        |
| Borussia Mönchengladbach | Összesen | Összesen           | 64        | 3         | 6     | 0     | 14         | 0          | 0     | 0     | 84       | 3        |
| Összesen                 | Összesen | Összesen           | 321       | 21        | 28    | 3     | 56         | 1          | 2     | 0     | 407      | 25       |

1. ↑  Két pályára lépes az Erste Liga osztályózon.
2. ↑  Két pályára lépes a Bajnokok ligája selejtezőjében és egy pályára lépes az Európa-liga selejtezőjében.
3. ↑  Négy pályára lépes a Bajnokok ligája selejtezőjében és öt pályára lépes az Európa-ligában.
4. ↑  két pályára lépes a Bajnokok ligája selejtezőjében és két pályára lépes az Európa-liga selejtezőjében , valamint tizennégy pályára lépes az Európa-ligában.
5. ↑  Négy pályára lépes a Bajnokok ligája selejtezőjében és tíz pályára lépes az Európa-ligában.
6. ↑  Hat pályára lépes az Európa-ligában.
7. ↑  Nyolc pályára lépes a Bajnokok ligájában.

### Válogatott
2021. június 13-án frissítve.
| Ausztria | Ausztria        | Ausztria |
| Év       | Pályára lépések | Gólok    |
| -------- | --------------- | -------- |
| 2017     | 3               | 0        |
| 2018     | 9               | 0        |
| 2019     | 6               | 1        |
| 2020     | 7               | 0        |
| 2021     | 5               | 1        |
| Összesen | 30              | 2        |

### Góljai a válogatottban
| #  | Dátum              | Helyszín                             | Ellenfél        | Gól | Eredmény | Verseny                                      |
| -- | ------------------ | ------------------------------------ | --------------- | --- | -------- | -------------------------------------------- |
| 1. | 2019. november 16. | Ernst Happel Stadion, Bécs, Ausztria | Észak-Macedónia | 2–0 | 2–1      | 2020-as labdarúgó-Európa-bajnokság selejtező |
| 2. | 2021. június 13.   | Nemzeti Stadion, Bukarest, Románia   | Észak-Macedónia | 1–0 | 3–1      | 2020-as labdarúgó-Európa-bajnokság           |

## Sikerei, díjai
- Red Bull Juniors
  - Osztrák Regionalliga West: 2010–11

- Liefering
  - Osztrák Regionalliga West: 2012–13

- Red Bull Salzburg:
  - Osztrák Bundesliga bajnok: 2015–16, 2016–17, 2017–18, 2018–19
  - Osztrák kupagyőztes: 2015–16, 2016–17, 2018–19